# Joseph Paneth
Joseph Paneth (Vienna, 6 ottobre 1857 – Vienna, 4 gennaio 1890) è stato un fisiologo austriaco.
Paneth è ricordato per la sua descrizione sulle "cellule di Paneth", che sono cellule che forniscono difesa all'organismo contro eventuali batteri che transitino lungo l'apparato gastrointestinale

## Biografia
Studiò presso le università di Heidelberg e Vienna, dove lavorò con il fisiologo Ernst Wilhelm von Brücke (1819-1892). Dopo un breve soggiorno presso l'Università di Breslavia, tornò a Vienna, dove nel 1886 divenne docente all'università. Nel 1883-84 lavorò alla stazione zoologica di Villafranca, vicino a Nizza.
Fu un buon amico dello psicologo Sigmund Freud, che fece un postumo riferito allo stesso Paneth intitolato The Interpretation of Dreams. Paneth fu anche ricordato per la sua corrispondenza con il filosofo Friedrich Nietzsche.
Fu il padre del chimico Friedrich Paneth (1887–1958).